# Amphitape
Amphitape là một chi bướm đêm thuộc họ Geometridae.